# William Petty (2. hrabia Shelburne)
William Petty (ur. 2 maja 1737 w Dublinie, Irlandia, zm. 7 maja 1805 w Londynie) – brytyjski wojskowy i polityk stronnictwa Wigów.

## Wczesne lata życia
Urodził się jako William FitzMaurice. Jego ojcem był John FitzMaurice, młodszy syn 1. hrabiego Kerry. Jego matką była Anne Petty, córka Williama Petty’ego. Po śmierci swoich szwagrów John odziedziczył rodowe posiadłości Pettych i zmienił nazwisko na „Petty”. W 1751 r. został wicehrabią FitzMaurice, a w 1753 r. hrabią Shelburne. Od 1753 r. William, jako jego najstarszy syn, używał tytułu grzecznościowego „wicehrabiego FitzMaurice”.
Przyszły premier dzieciństwo spędził w południowej Irlandii. W 1755 r. rozpoczął studia w Christ Church na Uniwersytecie Oksfordzkim. Po ukończeniu studiów zaciągnął się do armii. W czasie wojny siedmioletniej służył w regimencie generała Wolfe’a (20 pułk piechoty) i wyróżnił się w bitwie pod Minden 1 sierpnia 1759 r. W 1760 r. lord FitzMaurice został adiutantem króla Jerzego II.

## Kariera polityczna
W 1760 r. został wybrany do Izby Gmin jako reprezentant okręgu Wycombe, ale już w 1761 r. odziedziczył tytuł 2. hrabiego Shelburne i zasiadł w Izbie Lordów. W 1763 r. został pierwszym lordem handlu w gabinecie George’a Grenville’a, ale rychło zrezygnował z tego stanowiska, kiedy nie udało mu się przekonać premiera do powołania do rządu Williama Pitta Starszego. W 1766 r. Pitt został premierem i powierzył Shelburne’owi tekę ministra południowego departamentu. Krytykowany jednak przez innych członków gabinetu oraz króla Jerzego III za swą politykę wobec amerykańskich kolonii, Shelburne podał się do dymisji w 1768 r.
Shelburne powrócił do gabinetu w 1782 r., kiedy został ministrem spraw wewnętrznych w gabinecie lorda Rockinghama. Po rychłej śmierci Rockinghama w lipcu 1782 r. Shelburne stanął na czele rządu. Nie poparli go jednak radykalni wigowie Charlesa Jamesa Foxa, którzy przeszli do opozycji. W 1783 r. Fox zawarł koalicję z lordem Northem, co spowodowało w kwietniu 1783 r. upadek gabinetu Shelburne’a.
Kiedy premierem został w grudniu 1783 r. William Pitt Młodszy, Shelburne nie otrzymał żadnego stanowiska. W 1784 r. otrzymał natomiast tytuł 1. markiza Lansdowne. Od 1782 r. był kawalerem Orderu Podwiązki. Zmarł w 1805 r.

## Rodzina
3 lutego 1765 r. w Londynie poślubił lady Sophię Carteret (26 sierpnia 1745 – 5 stycznia 1771), córkę Johna Cartereta, 2. hrabiego Granville, i lady Sophii Fermor, córki lorda Pomfreta. William i Sophia mieli razem jednego syna:
- John Henry Petty (6 grudnia 1765 – 15 listopada 1809), 2. markiz Lansdowne

19 lipca 1779 r. w Londynie poślubił lady Louisę FitzPatrick (1755 – 7 sierpnia 1789), córkę Johna FitzPatricka, 1. hrabiego Upper Ossory, i lady Evelyn Leveson-Gower, córki 1. hrabiego Gower. William i Louisa mieli razem syna i córkę:
- Henry Petty-Fitzmaurice (2 lipca 1780 – 31 stycznia 1863), 3. markiz Lansdowne
- Louisa Fitzmaurice (ur. przed 1789)